# Michiel Coxie

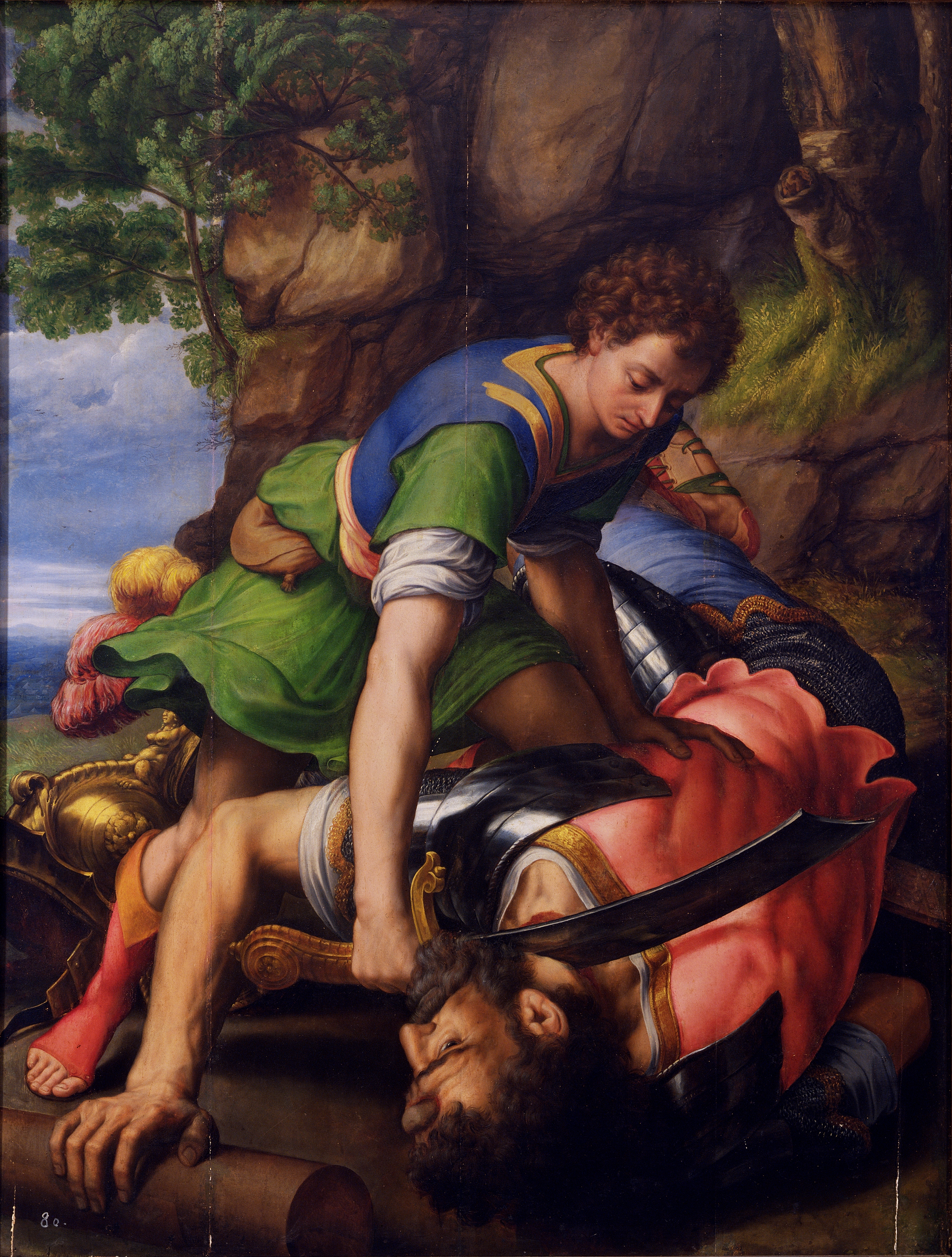
David a Goliáš

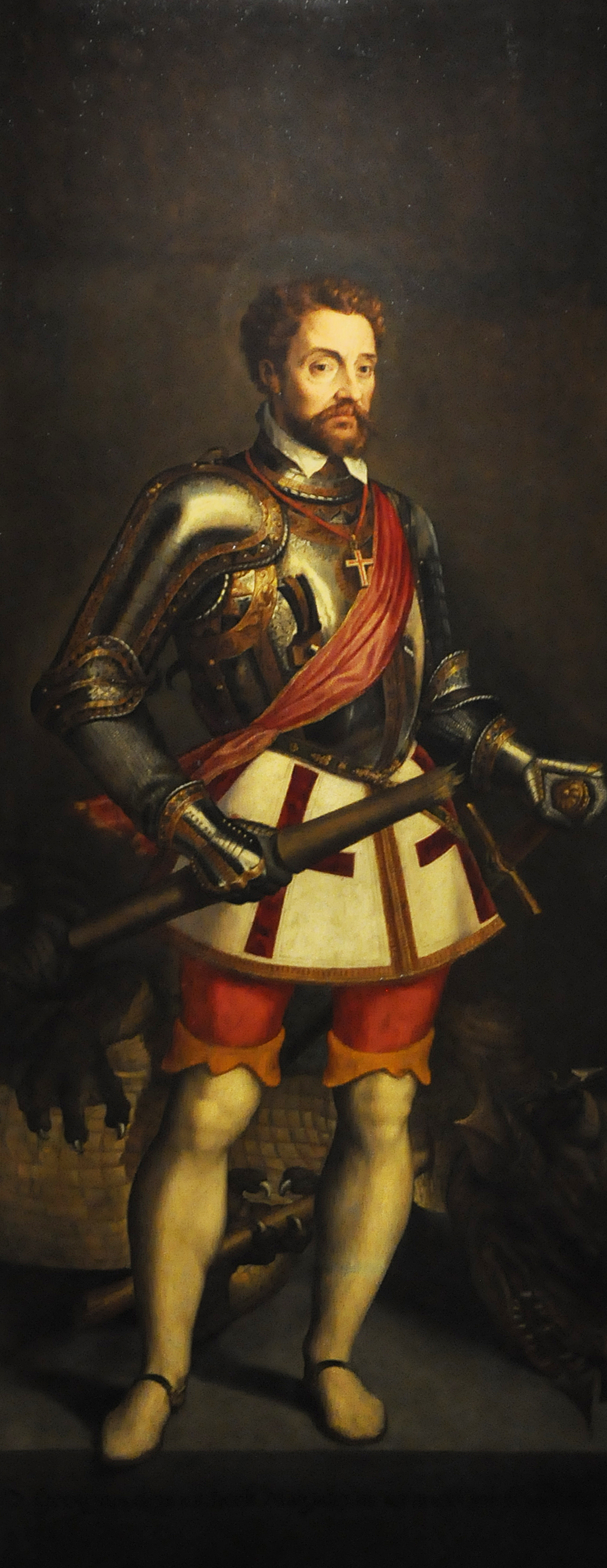
Michiel Coxie jako Sv. Jiří

Michiel Coxie, či Michiel Coxcie starší nebo Michiel van Coxcie, latinsky Coxius (1499, Mechelen – 3. března 1592, Antverpy), byl vlámský malíř oltářních obrazů, portrétista, kreslíř, návrhář vitrážových oken a gobelínů. Vytvářel také návrhy rytin a tisků.

## Životopis
O jeho počátcích se nedochovaly žádné dokumenty. Rok narození byl stanoven na 1499 na základě pozdějších zdrojů. Nejisté zůstává i místo jeho narození. Obecně se předpokládá, že se narodil v Mechelenu, protože to bylo první místo, kam se podle všeho vrátil po svém dlouhodobém pobytu v Itálii. Někteří historici umění navrhli, že místo jeho narození bylo v oblasti kolem Hasseltu nebo v Lutychu.
Není jisté od koho získal své umělecké vzdělání. Podle životopisců je nejpravděpodobnějším místem, kde se učil malovat dílna bruselského mistra Bernarda van Orleye. Je známo, že během svého pobytu v Římě se Coxie těšil přízni vlámského kardinála Willema van Enckevoirt, který byl možným mecenášem Bernarda van Orleye v Římě. Ovšem za předpokladu, že van Orley skutečně podnikl cestu do Říma, jak naznačují některé zdroje. Někteří historici se domnívají že tento vztah s kardinálem dokazuje, že van Orley doporučil svého žáka svému bývalému patronovi. Poté, co v roce 1541 Bernard van Orley zemřel, byl Michiel Coxie požádán, aby dokončil zakázku na vitrážová okna bruselské katedrály sv. Michala a sv. Guduly. Karel van Mander ve své "Schilderboeck" z roku 1604 uvádí, že se Coxie učil u „Bernarda van Brussel“ (Bernard z Bruselu). Je proto rozumné dojít k závěru, že Coxie byl žákem Bernarda van Orleye. Přesto není možné s jistotou potvrdit, že učitel Coxieho byl Bernard van Orley, kvůli nedostatku důkazů a také nedostatku dochovaných raných Coxieho prací. Coxie pracoval pro mecenáše v hlavních městech Flander. Stal se dvorním malířem postupně císaře Karla V. a španělského krále Filipa II.
Coxie byl velmi uznáván svými současníky, dostal dokonce přezdívku "vlámský Raffael", protože někteří jeho současníci ho považovali za rovnocenného italskému mistrovi. Jeho studium umění klasické antiky a renesančních mistrů jako byli Raffaell, Michelangelo a Leonardo da Vinci během jeho desetiletého pobytu v Itálii zanechalo na jeho stylu viditelnou stopu. Jeho inovativní styl a odvážné kompozice byly ve stoletích po jeho smrti inspirací pro další vlámské umělce včetně Petera Paula Rubense. Byl tedy důležitým uměleckým spojením mezi umělci raného nizozemského malířství a vlámským barokem. Coxie byl také úspěšným kopistou, vytvořil známou kopii Gentského oltáře od bratrů van Eyckových, stejně jako Snímání z kříže (Descent from the Cross) od Rogiera van der Weydena.

### Pobyt v cizině
Nejstarší dokumenty potvrzující život a aktivity Michiela Coxieho se datují do období jeho pobytu v Římě. Florentský umělec a autor životopisů Giorgio Vasari znal Coxieho osobně. Píše, že Coxie byl pověřen kardinálem Willemem van Enckevoirtem, aby namaloval fresky v Santa Maria dell'Anima. Práce na freskách byly pravděpodobně zahájeny kolem roku 1531. Jelikož je fresková technika malířskou technikou typickou pro italskou renesanci a v tehdejší vlámské malbě byla prakticky neznámou, je třeba předpokládat, že v době, kdy Coxie zahájil práce na freskách, již v Itálii pobýval po určitou dobu, aby se s touto technikou seznámil. Předpokládá se proto, že do Itálie mohl dorazit kolem roku 1527 po korunovaci španělského krále Karla V. císařem Svaté říše římské. Zdá se, že fresky v Santa Maria dell'Anima mu přinesly v Římě skvělou uměleckou pověst. Nedlouho po dokončení fresek v roce 1534 byl přijat do římského cechu malířů a miniaturistů cechu Sv. Lukáše (Compagnia di San Luca). Byl jedním z prvních vlámských umělců, kteří byli do tohoto cechu přijati.
Coxie zůstal v Itálii až do konce roku 1530 a získal zde mnoho zakázek. Podílel se na výzdobě nové baziliky svatého Petra, ale fresky, které vytvořil, jsou ztraceny z důvodu pozdější rekonstrukce interiéru kostela. Během svého pobytu v Itálii také tvořil návrhy pro italské rytce, mimo jiné pro sérii 32 tisků o příběhu Amora a Psyche. Návrhy zpracoval Agostino Veneziano a Master of the Die a vydal Antonio Salamanca v Římě v letech 1530 až 1560.

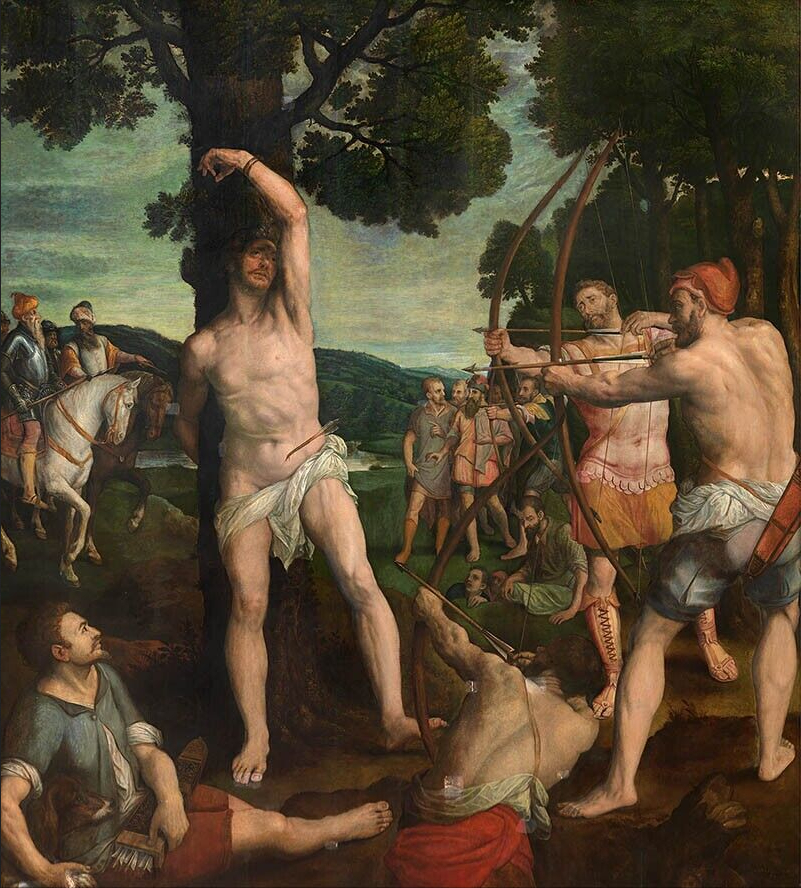
Utrpení sv. Šebestiána

### Návrat do Flander
Coxie se v roce 1539 vrátil do Vlámska. Cestoval přes Milán a během pobytu v Miláně vytvořil dva návrhy tapisérií. První další zmínka o něm je z Mechelenu, kde se 11. listopadu 1539 zaregistroval v místním Cechu svatého Lukáše. V Mechelenu žil v domě na Bruulu v centru města. Oženil se s Idou van Hasselt, rodačkou z města Hasselt v provincii Limburk. Později bydlel v Lutychu, hlavním městě knížectví biskupství Lutych. Lutych byl v té době významným uměleckým centrem, kde působili slavní umělci jako Lambert Lombard, Frans Floris a Willem Key. Lombard a Floris pracovali ve stylu romantismu.Tento umělecký směr přinesli do Nizozemska umělci, kteří odcestovali do Říma, kde poznali nové renesanční proudy a ovlivnili tak domácí malířské tradice. Není zcela jasné, jak dlouho Coxie zůstal v Lutychu. Je možné, že po nějakou dobu cestoval mezi Mechelenem a Lutychem. Jeho první dvě děti, syn Raphael a dcera Anna, se mohly narodit v Lutychu, ačkoli jiné zdroje uvádějí jejich narození v Mechelenu. Raphael šel ve stopách svého otce a stal se úspěšným malířem. Další syn, Willem se narodil v Mechelenu v roce 1545 nebo 1546. Willem se také stal malířem, ale nedochovaly se žádné jeho práce.
Po svém návratu do Nizozemska se Coxie stal vyhledávaným umělcem a získal mnoho zakázek. První důležitou zakázkou z roku 1540 byl obraz The Holy Kinship (Svatí příbuzní), nyní v Kremsmünsteru v Rakousku. Toto dílo, které si pravděpodobně objednala gilda "Antwerp Hosemakers Guild" pro svůj oltář v antverpské katedrále, je monumentálním triptychem. Střed kompozice tvoří Pannu Marii se svou matkou Annou, s Kristem a Janem Křtitelem. Scéna je zasazena do ohromující renesanční architektury s mnoha postavami. Tímto dílem nabídl Coxie široké veřejnosti ve Flandrech první konfrontaci s monumentálním stylem vrcholné renesance.
Když Bernard van Orley v roce 1541 zemřel, pracoval na návrzích pro vitrážová okna kaple habsburských panovníků v katedrále St. Michaela a St. Guduly (Cathedral of St. Michael and St. Gudula) v Bruselu. Coxie tuto zakázku převzal a vytvořil čtyři návrhy. Poté byl pověřen návrhem cyklu vitráží pro katedrálu Svatého Bava v Gentu. Předpokládá se, že přibližně v té době nastoupil po van Orleyovi jako dvorní malíř Marie Habsburské, sestry Karla V., císaře Svaté říše římské a nizozemské guvernérky. Coxie také pracoval na výzdobě nového habsburského zámku v Binche, jehož výstavba začala v roce 1546. Architektem byl Jacques du Broeucq z Mons, který také žil a studoval v Itálii. (Zámek, jehož cílem bylo soupeřit s Fontainebleau, byl zničen vojáky francouzského Jindřicha II. v roce 1554). Coxcie na zámku maloval fresky. Obdržel také provizi za výzdobu retabelu pro hlavní oltář katedrály sv. Michala a sv. Guduly v Bruselu. V roce 1543 byl zapsán jako občan města Brusel a jako člen místního Cechu svatého Lukáše. Brusel byl v té době hlavním správním městem Nizozemska, kde sídlil dvůr Marie Habsburské. Coxie provozoval velkou dílnu v Bruselu. Jeho finanční úspěch byl takový, že do roku 1550 vlastnil v Bruselu dva domy. Byl vyhledáván jako návrhář tapisérií nejprve habsburskými panovníky a později i místními podnikateli. Není to překvapující, protože v té době byl Brusel světovým centrem výroby tapisérií, což byl důležitý ekonomický faktor pro celé Nizozemsko. Dostal titul kreslíře města Brusel jenž byl spojen s roční rentou. Bylo zdokumentováno několik jeho návrhů tapisérií, ale žádný se nedochoval. Některé návrhy či série návrhů gobelínů mu byly připsány spíše na základě stylistických důvodů než dokumentů. Podílel se na návrhu „jagellonských tapisériích“ pro Zikmunda II. Augusta na jeho hrad na Wawelu. Vytvořil návrhy některých scén z Bible, včetně Příběhu prvních rodičů (Story of the First Parents), Příběh Noa (Story of Noah) a Příběhu babylonské věže (Story of the Tower of Babels). Coxie pravděpodobně také navrhoval gobelíny pro královský palác Filipa II. v Madridu zobrazující epizody ze života Kýra II., založené na vyprávění Herodota.

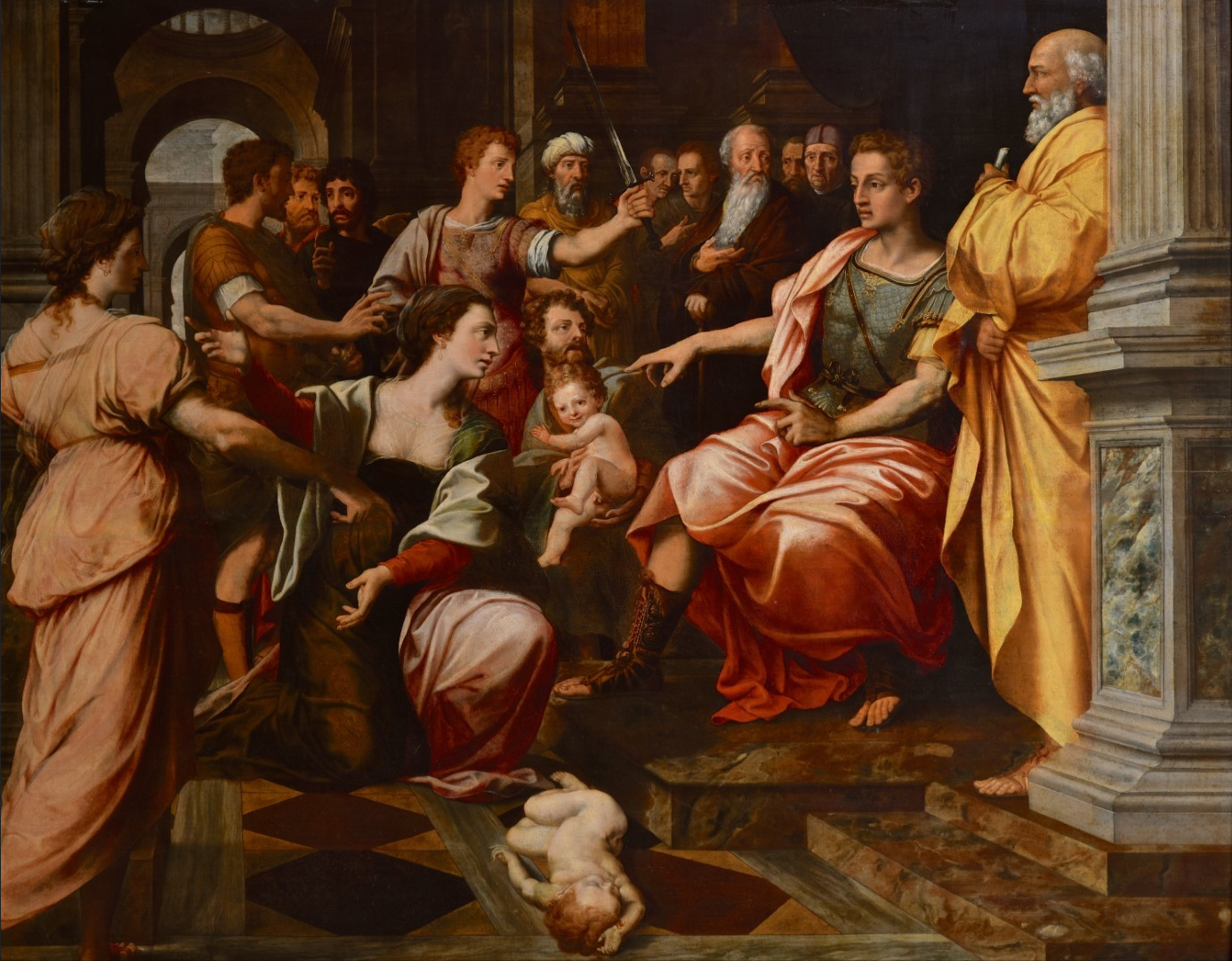
Šalamounův soud

Karel V., císař Svaté říše římské, tehdejší vládce Nizozemska, svěřil Coxiemu mnoho zakázek. Získal také zakázky od mnoha dalších významných osobností, jako byla rodina Morillon, pro kterou namaloval triptych Kristus triumfující (Triptych with the triumph of Christ and the donor family Morillon), nyní v muzeu v Lovani. Guy Morillon, původem z Burgundska, byl jedním z nejvýznamnějších postav v Lovani, byl tajemník krále Karla V. Coxie dále navrhoval dekorace pro Joyeuse Entrée, slavnostní vjezd tehdejšího korunního prince Filipa II. do Bruselu v roce 1549 a namaloval řadu portrétů habsburských vládců. Když v roce 1555 král Karel V. odstoupil z trůnu ve prospěch svého syna Filipa II., nový vládce zachoval Coxiemu podporu královského dvora. Filip II. pověřil Coxiho vytvořením věrné kopie oltáře v Gentu (Ghent Altarpiece) od bratrů van Eycků Vzhledem k tomu, že oltářní obraz byl umístěn v katedrále sv. Bava v Gentu, Coxie se do Gentu přestěhoval, aby úkol splnil. V Gentu bydlel od roku 1557 do roku 1559. Po dokončení kopie v roce 1559 se přestěhoval do Mechelenu, kde získal dům na Bruulu tím, že jej vyměnil za jeden ze svých bruselských domů. Nadále žil v tomto městě a stal se členem místní komory společnosti rétoriků (rederijkerskamers) de Peoene a cechu mušketýrů. V té době se Mechelen stal významným náboženským centrem ve Flandrech díky založení Mechelenského arcibiskupství v roce 1559, které od roku 1561 vedl mocný kardinál Antoine Perrenot de Granvelle, který byl také královským kancléřem. Filip II. Coxiemu zadal namalovat dvě kopie obrazu Van der Weydena Snímání z kříže (Descent from the Cross).

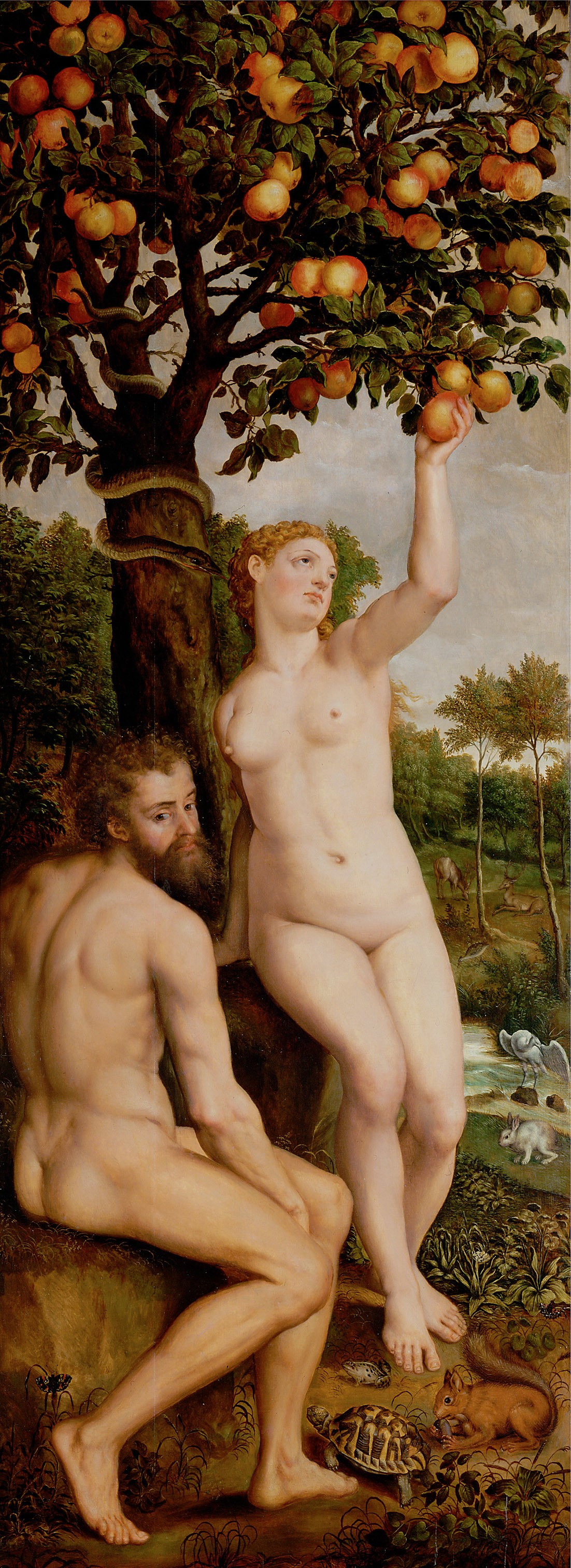
Prvotní hřích

Když v roce 1566 Beeldenstorm způsobil zničení mnoha náboženských symbolů, včetně obrazů, údajně se Coxie pokusil bránit Mechelen před obrazoborci. To ukazuje, že byl v srdci oddaný katolík a byl věrný habsburskému dvoru. Tento přístup mu vynesl silnou podporu krále i ochranu Fernanda Álvareze de Toledo, 3. vévody z Alby, guvernéra habsburského Nizozemska v letech 1567 až 1573. Beeldenstorm, či ikonoklasmus způsobil ztrátu velké části existujících Coxcieho děl. V této době náboženských nepokojů se malíř potýkal s mnoha dalšími problémy. Jeho syn Willem, který v roce 1567 odcestoval do Říma studovat umění, byl v Itálii zatčen pro podezření z kacířství, protože cestoval se skupinou nizozemských a německých protestantů. Byl odsouzen na galeje na 10 let. Poté, co se královský kancléř de Granvelle, který tehdy v Římě žil, osobně ohlásil u papeže, byl trest snížen na polovinu. O několik let později zasáhl sám král Filip II., což vedlo k osvobození Willema. To ilustruje rozsah podpory mocných osobností, kterou umělec v té době požíval. Dokonce i vévoda z Alby projevil jemu a jeho rodině přátelství, když udělil Michielovi a jeho synu Raphaelovi výjimku z povinného ubytování španělských vojáků v jejich domech.
Jeho manželka zemřela v roce 1569. Dva měsíce po její smrti se oženil s Jeanne van Schelle (nebo van Schellen nebo van Schallen), se kterou měl další dvě děti, z nichž se Michiel mladší stal malířem. Postavení malíře od 70. let 15. století není zcela jasná. V říjnu 1572 vyplenili španělští vojáci Mechelen tři dny poté, co město dobyli zpět porážkou armády vedené Vilémem I. Oranžským, vůdcem nizozemské vzpoury. Válka byla součástí osmdesátileté války. Událost známá jako "Spanish Fury" (španělská zuřivost) ze dne 2. října 1572 způsobila, že mnoho místních malířů uprchlo do Antverp. V té době nebyl Coxie v Mechelenu, pravděpodobně byl ve Španělsku. Jeho dům byl vypleněn a někteří malíři z Antverp se snažili odkoupit zpět vzory tapisérií, které španělští vojáci v jeho domě ukradli.

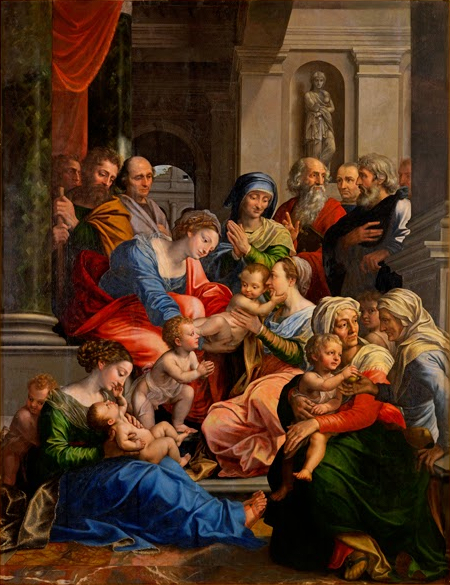
Svaté příbuzenství

Po svém návratu do Flander zůstal Coxie v Mechelenu a přijal do své dílny dva žáky. Mechelen se však stal kulturní pustinou, zatímco Antverpy nabízely atraktivní příležitosti, protože mnoho oltářních obrazů, které byly zničeny během ikonoklasmu, bylo třeba opravit či znovu vytvořit, a antverpští přední malíři Frans Floris a Willem Key zemřeli. V roce 1575 dokončil Coxie oltářní obraz v Antverpách a v roce 1578 byl zaregistrován v antverpském cechu svatého Lukáše. V Antverpách zůstal v letech 1580 až 1585, kdy městou vládl kalvinismus. I jako katolík byl Coxie schopen získat zakázky od místní vlády, která byla vůči katolíkům tolerantní. V roce 1585 byl zaregistrován jako nájemce v Kloosterstraat v Antverpách, zatímco jeho dům v Mechelenu byl pronajatý. Po pádu Antverp a návratu španělské katolické vlády nad městem v roce 1585 získal Coxie okamžitě zakázky od svých patronů i nové vlády v Mechelenu. Pokračující ocenění staršího umělce španělským králem dokazuje udělení roční renty v roce 1589. Coxie pokračoval v malování, i když mu bylo více než 90 let. Jeho posledním dílem z roku 1592 byl triptych St Michael and Gudula Saint Sacrament, podle legendy o Svaté Gudule, dnes v katedrále sv. Michala a sv. Guduly v Bruselu. Na zadní straně jednoho z bočních panelů je jediný známý portrét Filipa II. namalovaný Coxiem. Krátce nato zemřel poté, co omylem spadl z lešení, když pracoval na obnově obrazu Šalomounův soud, který vytvořil před devíti lety pro radnici v Antverpách.

## Dílo

### Obecně
Coxie byl plodný umělke, maloval oltářní obrazy, portréty a navrhoval vzory pro vitrážová okna, gobelíny a tisky. Vyznal se v tradiční vlámské technice olejomalby a také v italské freskové technice. Jeho kariéra trvala téměř celé 16. století. Provozoval velkou dílnu, která zajišťovala mnoho zakázek což přispělo k jeho celoživotní reputaci a vlivu. Po jeho smrti jeho práce brzy upadla do zapomnění, protože ji rychle předběhl vítězný barokní styl, který do Flander zavedl Rubens, další vlámský umělec, který studoval a pracoval delší dobu v Itálii.

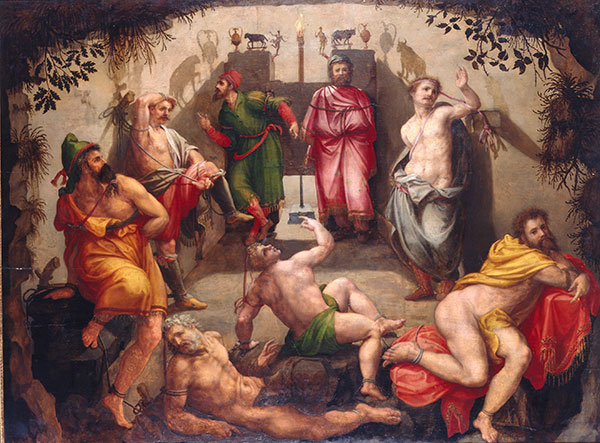
Platónova jeskyně

Coxieho styl je jedinečnou syntézou vlámských a italských uměleckých tradic. Jeho předpokládaný učitel Bernard van Orley pravděpodobně nikdy v Itálii nestudoval, ale jistě se seznámil s novým obrazovým slovníkem italské renesance studiem náčrtů Raffaela, které se do Bruselu dostaly. V reakci na styl italského umělce učinil postavy na svých oltářních obrazech monumentálnější a do svých kompozic zahrnul klasickou architekturu. Během svého pobytu v Římě mohl Coxie přímo studovat díla Raffaela, Michelangela a dalších renesančních malířů a studovat antická díla, která byla v té době znovu objevována. Četl také klasickou literaturu a filozofii a byl si vědom intelektuálních diskusí o recepci antického umění v Itálii. Obraz Platónova jeskyně, který pravděpodobně namaloval během svého pobytu v Římě, je pokusem Coxieho vyjádřit tyto vizuální a filozofické vlivy. Obraz odkazuje na Platónovy myšlenky vyjádřené v jeho díle, jak umění napodobuje přírodu a někdy se odchyluje od dokonalého napodobování změnou proporcí, aby divák získal skutečné ocenění zobrazovaného objektu. Coxie se ve svém díle zabývá otázkou, jak umění může správně vykreslit realitu a co nám o ní může sdělit. Pouze divák obrazu může vidět cestu ven z jeskyně a podle Platóna by toto hledání mělo být předmětem veškeré skutečné filozofie. V Platónově jeskyn si Coxie půjčuje od Michelangela i od antiky. Například římská antická socha Falling Galatian (Benátské národní archeologické muzeum - Venice National Archaeological Museum) byla vzorem pro zmučeného muže uprostřed.

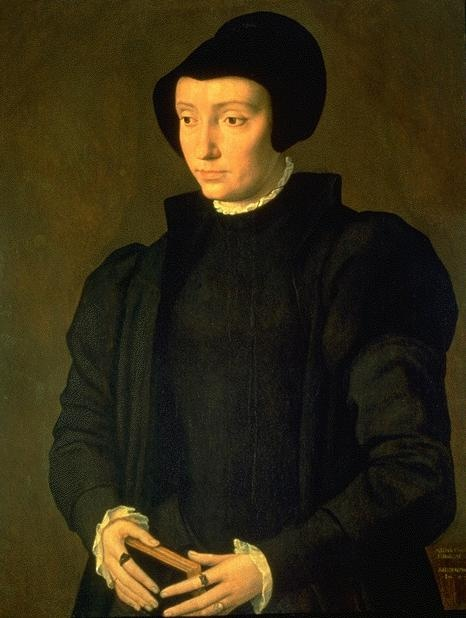
Portrét Kristiny Dánské

První důležité dílo, které realizoval po svém návratu do Flander z Itálie, ukazuje všechny klíčové charakteristiky jeho stylu a přínosu pro vlámské malířství. Triptych Svaté příbuzenství (nyní v Stift Kremsmünster, Kremsmünster, Rakousko) byl namalován v roce 1540 pro oltář gildy "Antwerp Hosemakers Guild" v antverpské katedrále. Jedná se o monumentální triptych zobrazující uprostřed Pannu Marii s matkou Annou, Kristem a Janem Křtitelem. Scéna je zasazena do ohromující renesanční architektury s mnoha postavami. Touto prací Coxie ukázal, že zvládl italský styl, aniž by opustil své kořeny. Obraz má mnoho italských charakteristik. Například postava Panny Marie ukazuje přímo na vliv Leonarda Da Vinci. Architektonické sloupy, závěsy a výklenky byly inspirovány Raffaelem. Vlámskými prvky v díle jsou pozornost k detailu a bohatá barva, která evokuje dílo Jana van Eycka a Rogiera van der Weydena.

### Tisky
Jako mnoho umělců své doby, i Coxie vytvářel návrhy pro tiskaře a rytce. Důležitá grafická série od Coxiho vypráví příběh Amora a Psyché. Série byla dlouhou dobu přičítána Raffaelovi, což svědčí o vynikající kvalitě Coxcieho jako kreslíře. Italský autor životopisů Giorgio Vasari, který Coxie znal, píše, že Coxie vytvořil návrhové skici. Další série tisků jím navržená vypráví příběhy Jupiterovy lásky (The loves of Jupiter.) Založil své návrhy obou sérií na příbězích a uměleckých dílech z antiky a také na dílech Raffaela a Michelangela.